# 衣索比亞伊斯蘭教
伊斯蘭教，根據2007年國民普查是衣索比亞僅次於基督教的宗教，大約25000000人是穆斯林。伊斯蘭教在615年時由一部分早期阿拉伯穆斯林帶來，國內多數穆斯林是索馬里人、阿法爾人、哈勒里人，最大的穆斯林民族是奧羅莫人。

## 歷史
穆斯林抵達衣索比亞是從610年代穆罕默德在麥加傳播伊斯蘭教受古萊什族逼害，穆斯林遷至阿克蘇姆帝國開始，他們定居於提格雷州地區。另一方面伊斯蘭文化主要在衣索比亞東部哈勒爾州傳播，雖然阿克蘇姆國王拒絕接受伊斯蘭教，但穆斯林仍與本地基督徒和平生活，他們多數在數年後回麥地那。
在伊斯蘭教傳入非洲之角後，伊斯蘭教就在衣索比亞東部發展起來，國內最大的穆斯林民族奧羅洛人就是東部民族。

## 當代衣索比亞的穆斯林
在衣索比亞的穆斯林社區，如鄰國蘇丹和索馬里，有許多忠實的蘇非派信徒，但他們未必與教團有關係。